# REALWAVE
株式会社REALWAVE（リアルウェーブ）は、映画・映像、映像演技ワークショップ、音楽、ラジオ番組などの、企画開発・製作・制作・運営をしていた会社。
2003年10月08日設立。
プロデューサーとしては代表である大作昌寿ほか、伊達浩太朗が所属。
2016年06月22日に廃業し、解散（2016年6月23日登記）。
現在、清算の途中。